# 吉川美穂
吉川 美穂（よしかわ みほ、1993年1月15日 - ）は、大阪府泉南郡岬町出身の女子競輪選手、元自転車競技選手。競輪選手としては日本競輪選手会和歌山支部所属、ホームバンクは和歌山競輪場。日本競輪選手養成所（以下、養成所）第120期生。師匠は稲毛健太（97期）。

## 経歴
和歌山県立和歌山北高等学校出身。中高時代はソフトボール部に所属していたが、引退後の高校3年夏に自転車競技を始めた。ちょうどガールズケイリンが始まる直前であり、日本競輪学校（当時）では第1期生（102期）の募集が行われていた時期でもあったが、自転車競技を始めて間がなかったこと、周囲から「（受験は）時期尚早ではないか」と言われたこともあり、その当時は受験を見送った。高校卒業後、サイクルベースあさひに選手として就職。
2016年、栃木県の女子プロロードレースチームLive GARDEN Bici Stelleに所属、2017年からはスペインの強豪チームビスカヤ・ドゥランゴに所属しワールドツアーに参戦した。また、日本自転車競技連盟からも、養成所同期の内野艶和とともにトラックレース中距離強化指定選手「Ｂ」指定選手（アカデミー）として指定された。
2020年1月16日、養成所第120回技能試験に合格。在所中は第1回記録会で女子史上7人目のゴールデンキャップを獲得。続く第2回記録会でもゴールデンキャップを獲得し、女子史上3人目となる複数回ゴールデンキャップ獲得者となる。
養成所での競走成績は1位（26勝）であったが、卒業記念レースは決勝5着。
2021年3月1日、養成所を卒業。卒業式ではゴールデンキャップ賞、最優秀学業賞、最優秀技能賞、新記録賞を獲得し表彰された。同日、日本競輪選手養成所和歌山支部所属の競輪選手として登録された。3月26日には、同日に設立されたトラック競技チーム「チーム楽天Kドリームス」（英語表記：TEAM RAKUTEN K DREAMS）のメンバーに加わったことが発表された。
2021年5月8日、名古屋競輪場での新人戦「競輪ルーキーシリーズ2021」でデビュー。初勝利は同年5月22日の大宮競輪場での新人戦（二日目）、初優勝は翌23日の同開催。7月2日からの富山FIIにて本格デビューし、同開催では初日1着、二日目2着として、120期生としては最初に本格デビュー後に決勝進出し3着。
自転車競技は2021年限りで区切りをつけ引退し、2022年以降はガールズケイリンに専念。2022年は1月3日、伊東温泉FI（ナイター）決勝で逃げ切り、本格デビュー後初優勝。同年は上期だけで優勝4回を数える活躍もあり、7月に行われたガールズ特別競走・ガールズケイリンフェスティバル（玉野）では内野艶和とともに120期生としては最初に出場を果たし、かつ決勝に進出した（6着）。同年は13回の優勝、そして年間獲得賞金額は1658万9400円でガールズケイリンでは10位につけた。
2023年は新設されたGIである第1回パールカップ（岸和田）では初日予選で敗退したものの、7月のFII・ガールズケイリンフェスティバル（函館）と10月のGI・第1回オールガールズクラシックで決勝戦2着、11月のGI・第1回競輪祭女子王座戦（小倉）決勝戦7着などの活躍で獲得賞金額上位となり、年末のガールズグランプリ2023（立川）に初出場を果たす（6着）。同年は最終的に年間獲得賞金額2118万3500円でガールズケイリンでは6位と活躍したこともあり、2023年優秀新人選手賞を受賞し表彰された。

## エピソード
- 自宅ではロシアンブルーの猫4匹を飼っており、時々自身のXのポストにも登場する。ただ、自身は猫好きだが猫アレルギーとのことで、猫アレルギーでも飼える品種としてロシアンブルーを飼っている[13]。